# Sekundærrute 211
Sekundærrute 211 er en rutenummereret landevej på Sjælland.
Ruten strækker sig fra København til Kregme.
Rute 211 har en længde på ca. 47 km.